# Rodri (football, 1996)
Pour les articles homonymes, voir Rodri.
Hernández  Cascante est un nom espagnol. Le premier nom de famille, en général paternel, est Hernández ; le second, en général maternel, souvent omis, est Cascante.
Rodrigo Hernández Cascante, dit Rodri, né le 22 juin 1996 à Madrid en Espagne, est un footballeur international espagnol.
Formé en Espagne à Villarreal, Rodri évolue ensuite une saison à l'Atlético Madrid en Liga avant de rejoindre le club anglais de Manchester City en 2019. Il remporte quatre titres consécutifs en Premier League de 2021 à 2024. Au cours de la saison 2022-23, il fait partie de l'équipe qui remporte un triplé continental historique dont le premier titre de City en Ligue des champions où Rodri inscrit l'unique but de la finale et est élu meilleur joueur de la saison.
Avec la sélection espagnole, Rodri fait ses débuts internationaux en 2018 et représente son pays à l’Euro 2021, à la Coupe du monde 2022. Il remporte ensuite la Ligue des Nations en 2023 et joue un rôle essentiel dans la victoire espagnole à l'Euro 2024 où il est nommé meilleur joueur du tournoi.
Rodri a remporté plusieurs prix individuels, notamment le Ballon d'or 2024. Il est le troisième joueur espagnol de l'histoire à réaliser cet exploit après Alfredo Di Stefano en 1957 et 1959 et Luis Suárez en 1960, et le premier joueur de l'histoire de Manchester City à remporter ce prix.

## Carrière

### Carrière en club

#### Villarreal CF (2013-2018)
Recalé du centre de formation de l'Atlético Madrid, Rodri rejoint le Villarreal CF en 2013. Il dispute son premier match professionnel le 17 décembre 2015 contre Huesca en coupe du Roi.
Il est le meilleur récupérateur de la saison 2017-2018 de Liga avec une moyenne de 8,6 récupérations de balle par rencontre.

#### Atletico Madrid (2018-2019)
Rodri rejoint l'Atlético Madrid en 2018 et est présenté officiellement le 20 juillet de la même année. Il y porte le numéro 14 laissé par Gabi et qu'avait porté son entraîneur au club madrilène, Diego Simeone, durant sa carrière de joueur. Le montant du transfert est estimé à 20 millions d'euros et Rodri s'engage pour cinq saisons.

#### Manchester City (depuis 2019)
Le 4 juillet 2019, après une seule saison à l'Atlético Madrid, Rodri signe dans le club anglais de Manchester City pour 70 millions d'euros, montant de sa clause libératoire. Il a alors pour entraîneur Pep Guardiola qui lui fait occuper la même place qu'il attribuait à Sergio Busquets quand il était entraîneur du FC Barcelone.
Il est élu homme du match de la finale de la coupe de la ligue et a permis à Manchester City de marquer le but du 3-0, synonyme de victoire.
Il marque lors de la finale de la Ligue des Champions de l'édition 2022-2023 l'unique but du match permettant à son équipe (Manchester City) de l'emporter face à l'Inter de Milan (1-0). Il est par ailleurs élu meilleur joueur de la Ligue des Champions 2022-2023.
Sa saison 2023-2024 est sa plus prolifique avec Manchester City Football Club en buts et en passes décisives avec 8 buts et 9 passes décisives en Premier League pour un total de 9 buts et 14 passes décisives. En tant que titulaire, il ne perd qu'une rencontre durant la saison, la finale de la FA Cup contre le rival Manchester United. En septembre 2024, il subit une rupture du ligament croisé antérieur du genou droit lors d'une rencontre de Premier League contre Arsenal FC, ce qui le rend indisponible pour le reste de la saison. Au moment de sa blessure, il n'a perdu qu'une seule des 76 dernières rencontres disputées sous le maillot de Manchester City.
Le 28 octobre 2024, Rodri remporte le Ballon d'or 2024, avec 1170 points sur 1485 possibles, devançant les joueurs du Real Madrid Vinícius Júnior (1129) et Jude Bellingham (917),. Ce trophée consacre les succès de la saison avec Manchester City et de l'Euro 2024 avec l'Espagne. Il est commenté comme remettant à l'honneur les milieux de terrain, des joueurs généralement moins mis en lumière que les attaquants, mais non moins importants pour leurs équipes. Rodri dédie d'ailleurs son trophée à Xavi et Andrés Iniesta, deux milieux de terrain espagnols n'ayant jamais reçu cette récompense.
Après sa blessure, Rodri reprend l'entraînement individuel à la fin du mois de février 2025 et l'entraînement collectif deux mois plus tard. Il reprend la compétition en entrant en jeu en fin de match lors de la réception de l'AFC Bournemouth pour la 37e journée de Premier League (3-1). Sa première titularisation se déroule le 26 juin lors de la victoire 5-2 contre la Juventus qui est le troisième match de la phase de poules de la Coupe du monde des clubs.

### En équipe nationale
Avec les moins de 19 ans, il participe au championnat d'Europe des moins de 19 ans 2015 organisé en Grèce. L'Espagne remporte la compétition en battant la Russie en finale.
Le sélectionneur Julen Lopetegui le fait débuter avec l'Espagne A face à l'Allemagne le 23 mars 2018 en match amical (1 à 1). Il fait partie de la liste de 24 joueurs établie par le sélectionneur Luis Enrique pour l'Euro 2020. Remplaçant mais rentrant régulièrement en jeu, il dispute notamment les 50 dernières minutes de la demi-finale contre l'Italie, au bout de laquelle l'Espagne s'incline aux tirs au but.
Le 11 novembre 2022, il fait partie de la sélection de 26 joueurs établie par Luis Enrique pour participer à la Coupe du monde 2022. Il est cette fois titulaire, mais l'Espagne s'incline dès les huitièmes de finale, face au Maroc, aux tirs au but également.
Le 7 juin 2024, il figure dans la liste des 26 joueurs appelés par Luis de la Fuente pour l'Euro 2024,. Titulaire en tant que sentinelle, il est le régulateur du jeu espagnol, qui permet à ses coéquipiers du milieu de terrain Fabián Ruiz, Pedri ou Dani Olmo de participer activement au jeu offensif de la sélection. Le 30 juin, face à la Géorgie en huitième de finale, il permet à la Roja d'égaliser après un but contre son camp de Robin Le Normand. Ce but est son tout premier dans un tournoi majeur. L'Espagne élimine tour à tour dans le tableau final la Géorgie (4-1) puis l'Allemagne, pays organisateur (2-1 a. p.), la France, finaliste de la dernière Coupe du monde (2-1), et l'Angleterre en finale (2-1). Rodri remporte la récompense du meilleur joueur de l'Euro 2024.

## Polémiques
Lors des célébrations espagnoles de leur victoire à l'Euro 2024 contre l'Angleterre, Rodri et le capitaine espagnol Álvaro Morata ont été filmés en train de scander « Gibraltar est espagnol ». Ces chants ont été qualifiés de « rances », de « discriminatoires » et de « extrêmement offensants pour les Gibraltariens » par le Gouvernement de Gibraltar et a conduit à une plainte officielle auprès de l'UEFA de la part du gouvernement et de la Fédération de football de Gibraltar,. Après l'ouverture d'une enquête le 19 juillet, Rodri et Morata ont été officiellement inculpés en vertu de l'article 11 de l'UEFA le 23 juillet. Les deux hommes ont été suspendus pour un match.

## Statistiques
| Saison                | Club                  | Championnat           | Championnat | Championnat | Championnat | Coupe nationale | Coupe nationale | Coupe nationale | Coupe de la Ligue | Coupe de la Ligue | Coupe de la Ligue | Supercoupe | Supercoupe | Supercoupe | Compétition(s) continentale(s) | Compétition(s) continentale(s) | Compétition(s) continentale(s) | Compétition(s) continentale(s) | Supercoupe UEFA | Supercoupe UEFA | Supercoupe UEFA | Coupe du monde des clubs | Coupe du monde des clubs | Coupe du monde des clubs | Espagne | Espagne | Espagne | Total | Total | Total |
| Saison                | Club                  | Division              | M.          | B.          | P.d.        | M.              | B.              | P.d.            | M.                | B.                | P.d.              | M.         | B.         | P.d.       | Comp.                          | M.                             | B.                             | P.d.                           | M.              | B.              | P.d.            | M.                       | B.                       | P.d.                     | M.      | B.      | P.d.    | M.    | B.    | P.d.  |
| 2014-2015             | Villarreal CF B       | Segunda División B    | 8           | 0           | 0           | -               | -               | -               | -                 | -                 | -                 | -          | -          | -          | -                              | -                              | -                              | -                              | -               | -               | -               | -                        | -                        | -                        | -       | -       | -       | 8     | 0     | 0     |
| 2015-2016             | Villarreal CF B       | Segunda División B    | 32          | 1           | 0           | 2               | 0               | 0               | -                 | -                 | -                 | -          | -          | -          | -                              | -                              | -                              | -                              | -               | -               | -               | -                        | -                        | -                        | -       | -       | -       | 34    | 1     | 0     |
| Sous-total            | Sous-total            | Sous-total            | 40          | 1           | 0           | 2               | 0               | 0               | 0                 | 0                 | 0                 | 0          | 0          | 0          | -                              | 0                              | 0                              | 0                              | 0               | 0               | 0               | -                        | -                        | -                        | -       | -       | -       | 42    | 1     | 0     |
| 2015-2016             | Villarreal CF         | Liga                  | 3           | 0           | 0           | 3               | 0               | 0               | -                 | -                 | -                 | -          | -          | -          | C3                             | -                              | -                              | -                              | -               | -               | -               | -                        | -                        | -                        | -       | -       | -       | 6     | 0     | 0     |
| 2016-2017             | Villarreal CF         | Liga                  | 23          | 0           | 1           | 4               | 0               | 1               | -                 | -                 | -                 | -          | -          | -          | C1+C3                          | 0+4                            | 0+1                            | 0+0                            | -               | -               | -               | -                        | -                        | -                        | -       | -       | -       | 31    | 1     | 2     |
| 2017-2018             | Villarreal CF         | Liga                  | 37          | 1           | 3           | 4               | 0               | 0               | -                 | -                 | -                 | -          | -          | -          | C3                             | 6                              | 0                              | 1                              | -               | -               | -               | -                        | -                        | -                        | 1       | 0       | 0       | 48    | 1     | 4     |
| Sous-total            | Sous-total            | Sous-total            | 63          | 1           | 4           | 11              | 0               | 1               | 0                 | 0                 | 0                 | 0          | 0          | 0          | -                              | 10                             | 1                              | 1                              | 0               | 0               | 0               | -                        | -                        | -                        | 1       | 0       | 0       | 85    | 2     | 6     |
| 2018-2019             | Atlético de Madrid    | Liga                  | 34          | 3           | 1           | 4               | 0               | 0               | -                 | -                 | -                 | -          | -          | -          | C1                             | 8                              | 0                              | 0                              | 1               | 0               | 0               | -                        | -                        | -                        | 6       | 0       | 0       | 53    | 3     | 1     |
| Sous-total            | Sous-total            | Sous-total            | 34          | 3           | 1           | 4               | 0               | 0               | 0                 | 0                 | 0                 | 0          | 0          | 0          | -                              | 8                              | 0                              | 0                              | 1               | 0               | 0               | -                        | -                        | -                        | 6       | 0       | 0       | 53    | 3     | 1     |
| 2019-2020             | Manchester City FC    | Premier League        | 35          | 3           | 2           | 4               | 0               | 0               | 4                 | 1                 | 0                 | 1          | 0          | 0          | C1                             | 8                              | 0                              | 0                              | -               | -               | -               | -                        | -                        | -                        | 4       | 0       | 0       | 56    | 4     | 2     |
| 2020-2021             | Manchester City FC    | Premier League        | 34          | 2           | 2           | 4               | 0               | 3               | 5                 | 0                 | 0                 | -          | -          | -          | C1                             | 10                             | 0                              | 0                              | -               | -               | -               | -                        | -                        | -                        | 14      | 1       | 0       | 67    | 3     | 5     |
| 2021-2022             | Manchester City FC    | Premier League        | 33          | 7           | 2           | 2               | 0               | 0               | 0                 | 0                 | 0                 | 1          | 0          | 0          | C1                             | 10                             | 0                              | 0                              | -               | -               | -               | -                        | -                        | -                        | 8       | 0       | 0       | 54    | 7     | 2     |
| 2022-2023             | Manchester City FC    | Premier League        | 36          | 2           | 6           | 4               | 0               | 0               | 3                 | 0                 | 1                 | 1          | 0          | 0          | C1                             | 12                             | 2                              | 0                              | -               | -               | -               | -                        | -                        | -                        | 10      | 0       | 0       | 66    | 4     | 7     |
| 2023-2024             | Manchester City FC    | Premier League        | 34          | 8           | 9           | 4               | 0               | 1               | -                 | -                 | -                 | 1          | 0          | 0          | C1                             | 8                              | 1                              | 3                              | 1               | 0               | 1               | 2                        | 0                        | 0                        | 13      | 3       | 0       | 63    | 12    | 14    |
| 2024-2025             | Manchester City FC    | Premier League        | 3           | 0           | 0           | -               | -               | -               | -                 | -                 | -                 | -          | -          | -          | C1                             | 1                              | 0                              | 0                              | -               | -               | -               | 4                        | 0                        | 1                        | 1       | 0       | 0       | 9     | 0     | 1     |
| Sous-total            | Sous-total            | Sous-total            | 175         | 22          | 21          | 18              | 0               | 4               | 12                | 1                 | 1                 | 4          | 0          | 0          | -                              | 49                             | 3                              | 3                              | 1               | 0               | 1               | 6                        | 0                        | 1                        | 50      | 4       | 0       | 315   | 30    | 31    |
| Total sur la carrière | Total sur la carrière | Total sur la carrière | 311         | 26          | 26          | 35              | 1               | 5               | 12                | 1                 | 1                 | 4          | 0          | 0          | -                              | 67                             | 4                              | 4                              | 2               | 0               | 1               | 6                        | 0                        | 1                        | 57      | 4       | 0       | 494   | 36    | 38    |

## Palmarès

### En club
| Atlético de Madrid (1)                          | Manchester City (12) |
| ----------------------------------------------- | --- |
| - Supercoupe de l'UEFA (1) : - Vainqueur : 2018 | - Championnat d’Angleterre (4) : - Champion : 2021, 2022, 2023 et 2024 - Coupe d'Angleterre (1) : - Vainqueur : 2023 - Finaliste : 2024,2025 - Coupe de la Ligue (2) : - Vainqueur : 2020, 2021 - Community Shield (2) : - Vainqueur : 2019, 2024 - Finaliste : 2021, 2022 et 2023 - Ligue des champions (1) : - Vainqueur : 2023 - Finaliste : 2021 - Supercoupe de l'UEFA (1) : - Vainqueur : 2023 - Coupe du monde des clubs (1) : - Vainqueur : 2023 |

### En sélection
| Espagne -19 ans (1)                                 | Espagne espoirs                   | Espagne (2)                                                                  |
| --------------------------------------------------- | --------------------------------- | ---------------------------------------------------------------------------- |
| - Euro des moins de 19 ans (1) : - Vainqueur : 2015 | - Euro espoirs - Finaliste : 2017 | - Euro (1) : - Vainqueur : 2024 - Ligue des nations (1) : - Vainqueur : 2023 |

## Distinctions personnelles
Ballon d'or
- Lauréat du Ballon d'or 2024[15]
- Nommé au Ballon d’or en 2023 (5ème).

Ligue des champions
- Meilleur joueur de la compétition en 2022-2023[32],[33].
- Equipe type de la Ligue des Champions 2023.

Autres compétitions en club
- Membre de l'équipe type de Premier League en 2023[34] et 2024.
- Meilleur joueur de la Coupe du monde des clubs en 2023[35].
- Elu dans le XI FIFA 2024.

En sélection
- Meilleur joueur de la Ligue des nations de l'UEFA 2022-2023.
- Meilleur joueur de l'Euro 2024[36].

Autres
- Élu meilleur joueur du monde en 2024 par l'IFFHS